# حزب الشعب الموريتاني
حزب الشعب الموريتاني هو حزب سياسي أسّسه الرئيس الموريتاني الراحل المختار ولد داداه وكان الحزبَ الحاكم في موريتانيا منذ تأسيسه عام 1960 وحتى إزاحة حكم الرئيس المختار من قِبل العسكر في يوليو 1978.
يُعرف الحزب اختصاراً بـ"PPM" (بي بي ام)، وهو اختصار لبداية حروف ترجمة اسم الحزب إلى اللغة الفرنسية:"Parti du peuple mauritanien".